# Arkunda, Gauribidanur
Arkunda là một làng thuộc tehsil Gauribidanur, huyện Kolar, bang Karnataka, Ấn Độ.